# 昌都地區人民解放委員會
昌都地區人民解放委員會是1951年中共控制昌都地区後，成立的带有统一战线性质的过渡性政权机构，1959年并入西藏自治区筹备委员会。直辖于中华人民共和国中央人民政府、受中央人民政府政务院直接领导。

## 历史
早在1950年9月19日昌都战役具体作战计划下达后但尚未发起行动前，中共西藏工委关于拟就“昌都地区人民解放委员会”成立布告、组织条例和印章等致电请示西南局，其中请示“颁发‘中华人民共和国昌都地区人民解放委员会印’一颗”。西南局转报中央后，1950年10月9日中央致电批复西南局并西藏工委，对布告和组织条例内容做了修改。
1950年10月24日昌都战役结束，中国人民解放军控制昌都地区。废除了西藏地方政府昌都总管府（即朵麦基巧），解除了西藏地方政府对昌都地区的实际管辖。1950年11月20日，中共昌都工委临时会议决定：在工委领导下成立昌都地區人民解放委員會筹备委员会，以阿沛·阿旺晋美为主任，下辖秘书、宣传、总务三个组，分别担任有关大会一切事务性的筹备工作。1950年11月21日，正式成立了昌都地區人民解放委員會筹备委员会，改由中国人民解放军第十八军第52师副政委王其梅为主任，阿沛·阿旺晋美和惠毅然为副主任，下设秘书组、宣传组、总务组和事务委员会，宣传组长魏克。1950年12月27日召开昌都地区第一届人民代表会，33个宗151名各界代表出席。1950年12月29日，阿沛·阿旺晋美在昌都地区人民代表会议上发言时说：“西藏和平解放后，应成立区域自治机构，统一由中央领导；昌都各宗现有之各宗本，仍应照常供职，并认真负起责任，没有充分的理由不得辞职；原西藏地方政府和贵族存放在昌都地区之公粮，应一律上缴昌都解放委员会处理。”1950年12月31日昌都地区人民代表会议通过了成立“昌都地区僧俗人民争取和平解放西藏工作委员会”议案，阿沛·阿旺晋美当选主任。12月31日，昌都地区人民代表会议通过了《中华人民共和国昌都地区人民解放委员会组织条例》。1951年1月1日“中华人民共和国昌都地區人民解放委員會”发布成立布告，布告称西南军政委员会报请中央人民政府批准“特任命”昌都地区人民解放委员会主任、副主任和委员。
依照《中华人民共和国昌都地区人民解放委员会组织条例》设：
- 主任王其梅（中共昌都地区工作委员会书记）
- 第一副主任：帕巴拉·格列朗杰活佛
- 副主任：阿沛·阿旺晋美、察雅·罗登协绕（察雅活佛）、邦达多吉、降央伯姆（女，德格土司）、平措旺阶、惠毅然、格桑旺堆
- 委员：扎西朗杰、陈竞波、八宿达察活佛达察·罗桑土邓晋美坚参、类乌齐帕确活佛帕确·阿旺济美扎巴等35人。其中藏族的活佛、土司、头人、知名人士23人，汉族干部12人。
- 秘书长陈竞波
  - 秘书室：负责处理日常工作及联络供给事宜
  - 供给股
  - 行政股
- 警备司令部
- 政务组：负责处理有关民政及司法等事宜
- 公安组：负责管理公安事宜
- 财政经济组：根据西南局“应以保证军供，调剂民需，稳定金融物价为原则团结上层，组织私商，建立高度广泛的经济统一战线”的方针，建立了财委贸易公司、银行、税务局等机构。发放大批农贷和工商业贷款，用以扶持农牧业生产、兴修水利、改善生活设施和市政建设等。
- 文化组：设昌都小学。
- 昌都地区爱国妇女文化联谊会：1956年7月成立，德格女土司降央伯姆任主任。联谊会的宗旨是“团结教育爱国进步上层妇女，鼓励妇女参加对民族和人民有益的各项工作，宣传党的民族平等、宗教信仰自由政策。”
- 西藏爱国青年文化联谊会昌都分会： 1956年12月25日至29日在昌都召开了昌都地区第一届青年代表大会，出席代表254名。选举成立联谊分会委员47名，其中藏族38名、汉族7名、僜人1名、回族1名；选举

常务委员15名。该会章程规定的宗旨为“为增进民族的科学文化知识，提高爱国主义思想，加强民族团结，树立青年群众的良好的学习风气和正当的文化娱乐活动，锻炼体质，丰富知识，积极参加伟大祖国的各项建设事业而努力。”
- 昌都地区工商联合会：1954年5月正式成立。昌都大商人松松担任主任。团结和发展私商共128户，其中坐商28户，行商44户，小摊贩56户。

辖29个宗，各宗的政权机关为“宗解放委员会”。其中
- 昌都地区人民解放委员会直辖13个宗
  - 昌都总
  - 察雅宗
  - 江卡宗
  - 三岩宗：今贡觉县金沙江沿岸设副县级三岩办事处（辖克日、罗麦、沙东、敏都、雄松、木协六乡）。
  - 官觉宗（贡觉宗）
  - 作贡宗（左贡宗）
  - 八宿宗
  - 洛隆宗
  - 硕督宗（硕般多）
  - 类乌齐宗
  - 江达宗
  - 西邓柯宗
  - 拉多宗
- 丁青“三十九族地区第一办事处”辖10个宗：
  - 丁青宗
  - 色扎宗
  - 尺牍宗
  - 边坝宗
  - 沙丁宗（街顿宗）
  - 嘉黎宗
  - 比如宗
  - 索宗
  - 巴庆宗
  - 聂荣宗
- “波密地区第二办事处”辖3个宗
  - 博麦宗（易贡宗）
  - 倾多宗（博德宗）
  - 曲宗（博翟宗）
- 云南省滇西工委领导的3县：
  - 盐井宗
  - 桑昂曲宗（察隅）
  - 科麦

按照“昌都地区旧有一切行政组织及制度，在不反对我们情况下，原封不动，不予变更”的政策“原藏政府在各地的宗本和政府工作人员在昌都解委会领导下继续行使职务”“原有宗本照常供职”“各喇嘛庙、土司所属地区行政组织不变”[1](P293)，昌都地区人民解放委员会成立后，昌都地区所属宗保持了原封不动，未予变更。
1951年5月5日至12日，昌都地区僧俗人民代表举行支援解放西藏大会，总结了该区半年来的支援工作，并做出了今后支援工作的决定。
1951年西藏工委建议：盐井、察隅、科麦三县应属昌都地区为好，但鉴于昌都当时的领导力量不足，由昌都地区人民解放委员会和云南省管理。1951年8月14日邓小平起草西南局复云南省委转滇西工委、西藏工委，同意西藏工委关于盐井等县管理的意见。1954年8月21日，3名全国人大代表从昌都出发前往北京临行时，昌都地区各机关、部队和僧俗人民集会欢送。1955年7月25日在第一届全国人民代表大会第二次会议上，昌都地区代表邦达多吉作了大会发言，谈到昌都地区在执行第一个五年计划中所应进行的各项工作时说，昌都地区在进行各项工作中的一个重要环节是，培养藏族的政治工作干部和技术干部，为将来成立统一的西藏自治区，发展藏族人民的经济、文化事业创造条件。
1952年底至1953年初，由108名应届大学毕业生组成的“中央民族卫生大队”抵达昌都。受制于简陋的医疗设备，无法很好地开展工作。邦达·多吉从印度买了全套医疗机械设备，捐献给中央民族卫生大队。
昌都地区人民解放委员会作为一个单独的选举单位，参加了第一届全国人民代表大会，推选出3名全国人大代表，即昌都地区人民解放委员会的主任王其梅、副主任邦达多吉和德格·格桑旺堆。
1955年2月9日国务院全体会议第七次会议通过《国务院关于成立西藏自治区筹备委员会的决定》，公布的西藏自治区筹备委员会51名委员中，昌都地区人民解放委员会代表占10名。1956年4月22日，西藏自治区筹备委员会正式成立，昌都地区接受其领导，其他有关行政事宜仍受国务院直接领导。
1959年3月发生拉萨叛乱后，国务院发布命令解散西藏地方政府，决定由西藏自治区筹备委员会行使西藏地方政府职权。1959年4月20日国务院公告撤销了昌都地区人民解放委员会和班禪堪布會議廳。布告指出，昌都地区基本上形成了全地区性的叛乱，昌都解委会、各宗解委会的委员大都参加了叛乱，解委会已失去职能，无法维持社会秩序及贯彻执行国家的法令，因此决定解散两级解委会。两天后，宣布成立以王其梅为主任的“中国人民解放军昌都地区军事管制委员会”，接管昌都地区政治、军事、经济等一切事宜，同时向各县派出军事代表。王其梅主要负责平叛军事工作、地方政权建设，以及民主改革的统一领导；苗丕一协助王的工作，但侧重于民主改革，发动群众，政权建设等地方工作方面。5月1日上午，昌都举行有各界群众5000多人参加的庆祝大会，会上正式宣布昌都地区军事管制委员会成立。根据上级指示精神，把昌都原来的28个宗（县）划出8个宗归塔工、那曲地区管辖，余下的20个宗合并为12县。1960年初，成立昌都地区行署。

## 纪念
“昌都地区人民解放委员会办公旧址”：2016年被批准成为西藏自治区级重点文物保护单位。考虑到整体城市规划，经自治区文物局和国家文物局特批，按照原样式、原建筑、原材料对其做了整体搬迁，往北移了约30米。2019年被评为第八批全国重点文物保护单位。